# Saksen (volk)

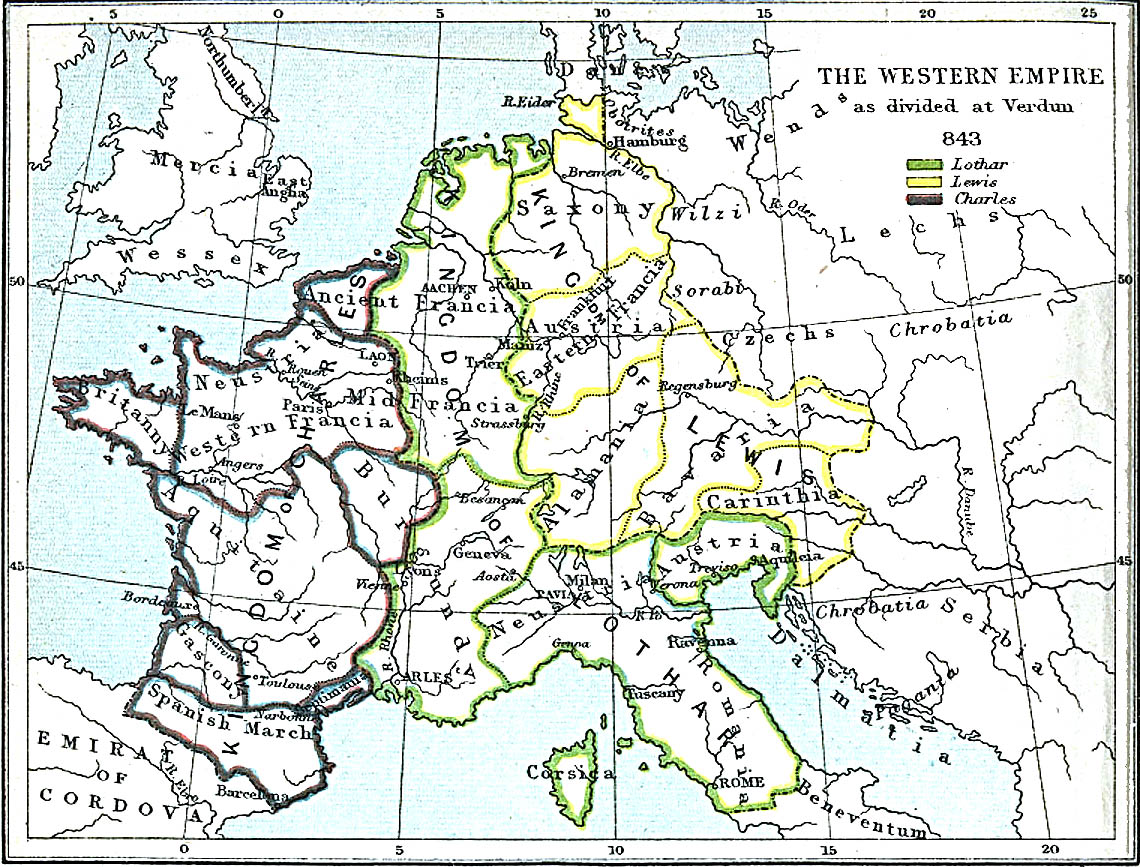
Thuisgebied der Saksen tussen de Wezer, Eider en Elbe (geel)

De Saksen (Latijn: Saxones, Oudengels: Seaxe, Oudsaksisch: Sahson, Nederduits: Sassen, Duits: Sachsen) waren een groep bevolkingsstammen die zich tijdens de late Romeinse tijd en de vroege middeleeuwen op een gebied bevonden dat aan de Noordzee en Oostzee lag, in het noorden van wat nu Nederland en Duitsland is, tot aan het Duitse middelgebergte. Een deel trok ook naar het huidige Groot-Brittannië. Het merendeel van de Saksen bleef in het oorspronkelijke woongebied en bood weerstand tegen het zich uitbreidende Frankische Rijk, onder het leiderschap van de semi-legendarische Saksische held Widukind. Het vroegste woongebied van de Saksen was waarschijnlijk Noordalbingië. Een deel van het woongebied van de Saksen wordt meestal ook gezien als het leefgebied van de Angelen.
Een deel van de Saksen, samen met de Angelen en andere continentale stammen, zochten vanaf de 5e eeuw nieuwe leefgebieden in Groot-Brittannië, men noemt dit nu de Angelsaksen. De plaatselijke Brythonisch-Keltische bevolking noemde al deze groepen gezamenlijk Saksen. Het is niet bekend hoe groot hun aantal was, er wordt geschat dat ongeveer tweehonderdduizend mensen de oversteek maakten naar het eiland. In de middeleeuwen oefenden de Saksen invloed uit op de talen en culturen van Noord-Germaanse, Baltische, Finse, Polabische en Pomeriaanse (West-Slavische) volkeren.

## Etymologie
Het begrip Saksen is vermoedelijk afgeleid van een bepaald soort mes of zwaard dat door dit volk werd gebruikt, de sax. De sax heeft nog steeds een symbolische betekenis in Engelse counties zoals Essex en Middlesex. Beide hebben op hun ceremoniële embleem nog steeds drie saxen staan. Saxnôt was de Saksische god van de oorlog en rechtspraak, die met de Romeinse oorlogsgod Mars wordt vergeleken en de Germaanse Týr/Tiwaz.

### Saks als etnoniem voor Engelsen
In de Keltische talen is het woord voor de Engelse nationaliteit afgeleid van het Latijnse Saxones. Het voornaamste voorbeeld hiervan is het Schots-Gaelische Sassenach, wat vaak (vriendelijk) spottend gebruikt wordt in het Schots en Engels.
Het eerst gedocumenteerde gebruik van het woord in het Engels is volgens de Oxford English Dictionary in 1771. In het Schots-Gaelisch is Engeland Sasainn.
Het Ierse Sasana, Sasanach (Engelsman) heeft dezelfde afleiding, evenals de Welshe woorden voor Engelsman (Saeson, sing, Sais), Saesneg (de Engelse taal), en alles wat Engels is in zijn algemeenheid.
In het Cornisch wordt Engels aangeduid met Sawsnek, en Sawson (het Engelse volk) van dezelfde afleiding, in het Bretons met saoz(on), Saozneg (de Engelse taal), Bro-saoz (Engeland).

### Romaanse talen
De aanduiding Sasi (Roemeens voor Saks) werd ook toegepast op de Zevenburger Saksen, Duitse migranten die zich in de 13e eeuw vestigden in Zuidoost-Transsylvanië. Vanuit Transsylvanië zijn sommige van deze Saksen verder getrokken naar Moldavië, zoals de naam van een stad daar aangeeft: Sascut.

### Oostzeefinse talen
De Finnen en Esten hebben over de loop van de eeuwen hun gebruik van de term Saksen veranderd om nu geheel Duitsland (Saksa en Saksamaa) en Duitsers (Saksalaiset en sakslasad) aan te duiden. Het Finse woord sakset voor schaar toont een verband aan met het Saksische zwaard, de sax. In het Estisch betekent saks een edelman of een ander persoon met een hoge status. Als gevolg van de Noordelijke Kruistochten bestond vanaf de middeleeuwen en tot in de 20e eeuw de opperklasse van Estland vooral uit mensen van Duitse komaf.

### Saksen als toponiem
Na de ondergang van Hendrik de Leeuw en de daaruit volgende splitsing van het Hertogdom Saksen in verschillende gebieden werd de naam van het stamhertogdom gewisseld naar de landen van de Ascaniërs. Hierdoor ontstond er een onderscheid tussen Nedersaksen, het gebied bezet door de Saksische stam, en Oppersaksen, het gebied dat toebehoorde aan de familie Wettin. Toen het woord Opper verdween van Oppersaksen had een ander gebied dus de Saksische naam verkregen, waardoor in wezen de oorspronkelijke betekenis van het woord was veranderd.

## Geschiedenis

### Oorspronkelijke leefruimte

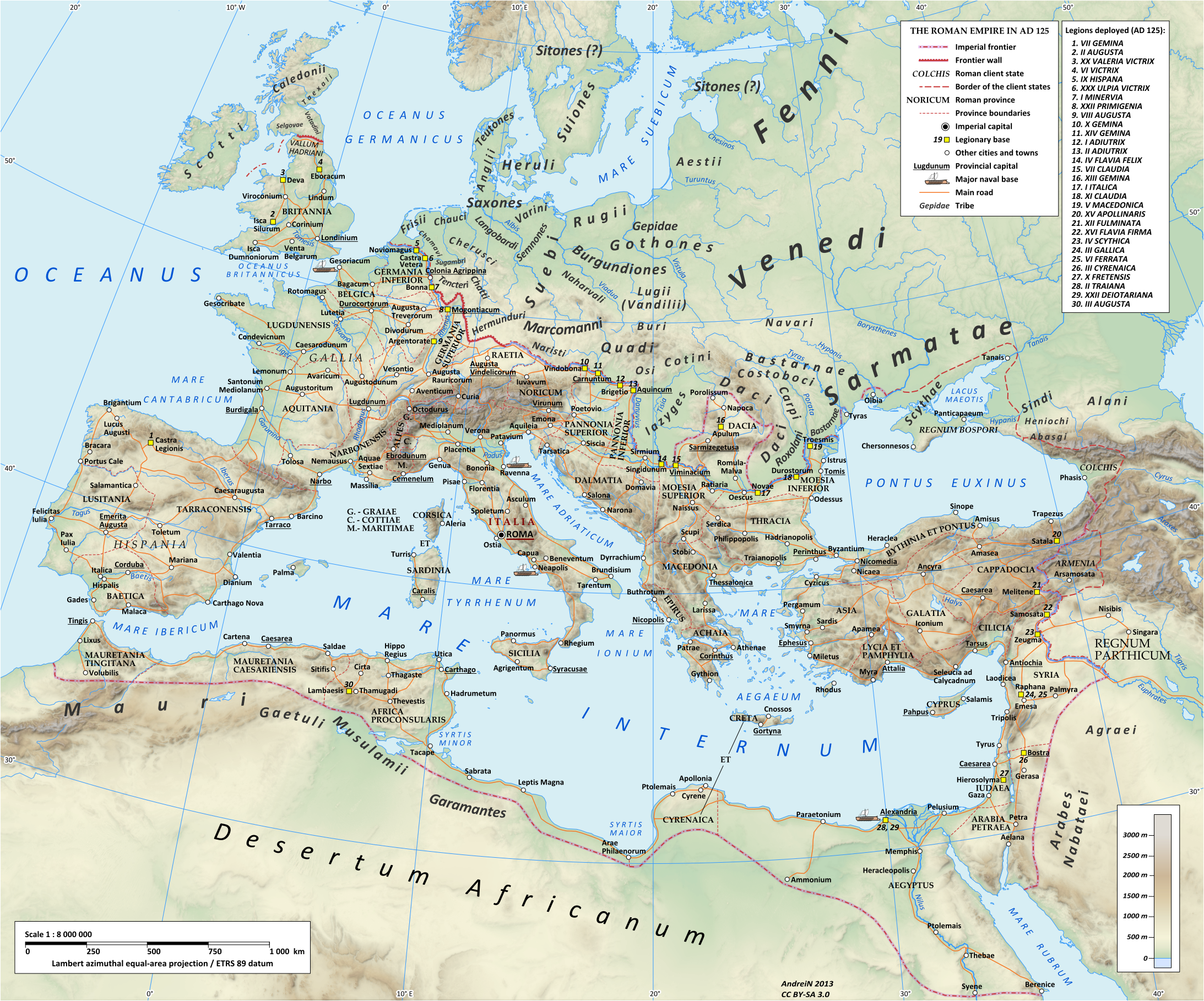
Kaart van het Romeinse Rijk en de rest van Europa in 125 na Christus, toont de locatie van de Saksen in Noord-Duitsland.

Saksen als aanduiding voor een volk wordt in de 2e eeuw na Christus voor het eerst genoemd in de Geographia van Claudius Ptolemaeus. In sommige edities van dit geschrift wordt een stam Saxones genoemd in het gebied ten noorden van de benedenloop van de Elbe. In andere edities wordt dezelfde stam Axones genoemd. Mogelijk is dit een verkeerde spelling van Aviones, een stam die door de Romeinse historicus Tacitus (ca. 56-117) werd beschreven in zijn werk De origine et situ Germanorum. Volgens een wetenschappelijke hypothese was de naam Saxones een poging van latere schrijvers om een naam te verbeteren die hen niets zei. Een andere hypothese komt van Schütte in zijn werk Ptolemy's Maps of Northern Europe die meent dat Saxones de juiste spelling is en hij voert daarbij aan dat de eerste letter van woorden wel vaker wegvalt bij werken van Ptolemeaus.
Schütte merkt ook op dat het leefgebied van de Saksen in de middeleeuwen vaak Oud Saksen werd genoemd.
De eerste keer dat het onomstreden vast staat dat de Saksische naam genoemd werd was in 356, toen keizer Julianus de Saksen noemde als bondgenoten van een rivaliserende keizer genaamd Magnentius in Gallië. Zosimus noemde ook een aparte stam van Saksen genaamd de Kouadoi ("Quadi"), waarmee hij wellicht de Chamaven of de Chauken bedoelde. Deze stam stak de Rijn over en verdreef de Salische Franken die gevestigd waren in Batavië, waardoor sommigen van de Saliërs het gebied van de Toxandriërs binnentrokken, met steun van keizer Julianus. Als verdediging tegen de Saksische kolonialisten wierpen de Romeinen een verdedigingslinie op aan beide kanten van het Engelse kanaal, genaamd Litus Saxonicum of Saksische kust.

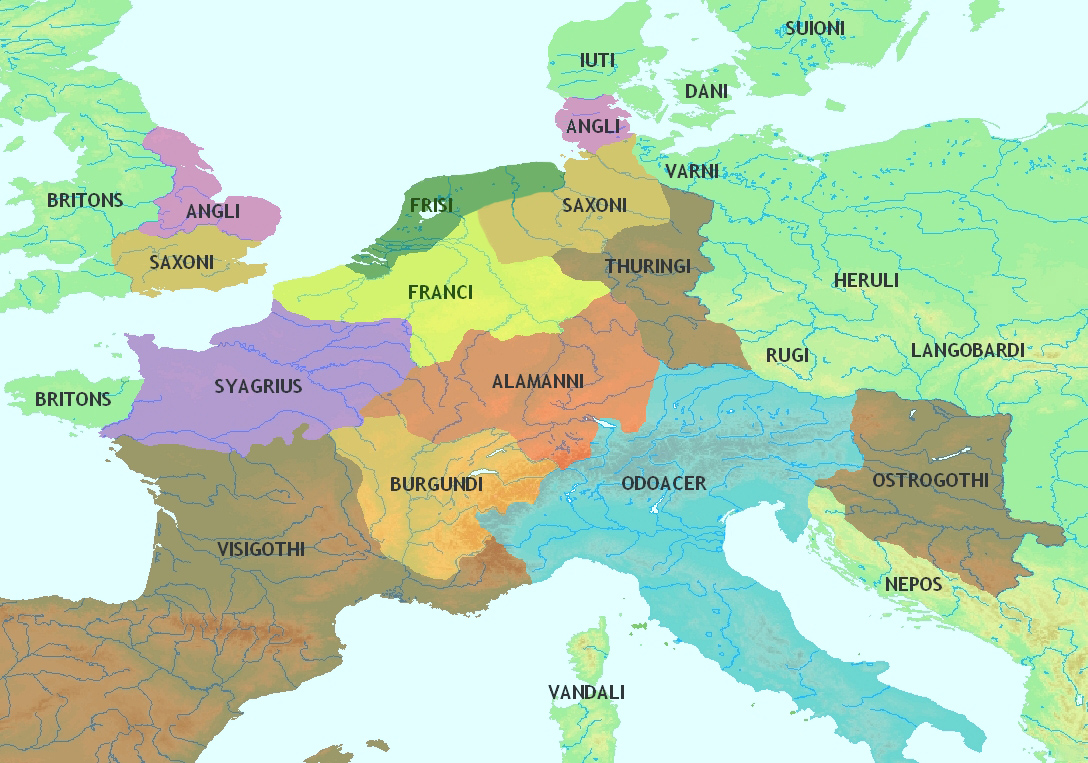
Europa in de late 5e eeuw. De meeste namen zijn de Latijnse namen van 5e-eeuwse volkeren, met uitzondering van Syagrius (koning van een Gallisch-Romeinse rompstaat), Odoaker (Germaanse koning van Italië), en Julius Nepos (bijnaam van de laatste West-Romeinse keizer, de facto heerser over Dalmatië).

In 441-442 duiken de Saksen bij een onbekende Galische schrijver voor het eerst op als inwoners van Brittannië, met de zin "De Saksen heersen nu over Britannia".
In het jaar 555 worden Saksen voor het eerst genoemd als inwoners van Noord-Duitsland toen Theudowald, de Frankische koning, stierf en de Saksen de gelegenheid zagen voor een opstand. De opstand werd neergeslagen door Chlotarius I, Theudowald's opvolger.
Sommige van zijn opvolgers streden tegen de Saksen, anderen waren hun bondgenoten. Chlotharius II won uiteindelijk een beslissende slag tegen hen.
De Thuringers doken vaak op als betrouwbare bondgenoten van de Saksen.

### Nedersaksen
De Saksen die in het gebied van het huidige Nedersaksen leefden lijken zich aan het eind van de 8e eeuw te hebben verenigd. Vanaf de 7e eeuw ontwikkelde zich een politieke eenheid, waaruit na 804 het Hertogdom Saksen ontstond.
Vanuit het gezichtspunt van de biograaf van Karel de Grote hebben de Saksen zich lang verzet tegen kerstening en overheersing door het Frankische Rijk. De Saksen werden voortdurend aangevallen door legers van Karel de Grote en vochten voor behoud van hun eigen cultuur en hun zelfstandigheid. Uiteindelijk moesten ze het onderspit delven in de Saksenoorlogen (772 - 804). Karel de Grote beschikte over veel middelen om legers te organiseren en had als bondgenoot de steeds machtiger wordende Rooms-Katholieke kerk. Na het slagen van de gewelddadige verovering van Saksische gebieden volgde gedwongen bekering tot het christelijke geloof zoals dat werd uitgedragen door de Rooms-Katholieke kerk en werden de Saksen met geweld gedwongen deel uit te maken van het Frankische Rijk. Veel van de culturele eigenheden werden door de overheersers vernietigd, zoals de Saksische Heilige boom (of pilaar), de Irminsul. Ook is bekend dat in Oost-Holstein 10.000 Saksische jonge mannen gevangen werden genomen en gedeporteerd naar Neustrië. Het akkerland werd in beslag genomen en er werd een overeenkomst gesloten met een koning van de Slavische Abodriten. Einhard, de schrijver die in opdracht van Karel de Grote een biografie over hem schreef, koos de volgende woorden voor deze gewelddadigheden:

Deze oorlog, die zo lang had geduurd, eindigde met de onderwerping aan de voorwaarden die gesteld werden door de Koning, namelijk het afzweren van hun nationale religieuze gebruiken en het aanbidden van duivels en acceptatie van het evangelie van het christelijk geloof en vereniging met de Franken om één volk te vormen.

De heersende dynastie van de Karolingen dwongen de Saksen allerlei diensten en goederen aan hen te leveren, vaak zonder redelijke tegenprestatie. Volgens sommige bronnen voorzagen zowel de Saksen als de Slavische Sorben en Abodriten de Karolingers op deze manier ook van militaire eenheden. De hertogen die nu over Saksen heersten, ontwikkelden zich tot koningen (Hendrik de Vogelaar) en later in de 10e eeuw, werden ze de eerste keizers van Duitsland (Hendriks zoon, keizer Otto I de Grote). Deze positie ging in 1024 weer verloren. Het stamhertogdom werd gesplitst toen Hendrik de Leeuw, keizer Otto's kleinzoon, weigerde samen met zijn neef keizer Frederik I Barbarossa ten strijde te trekken in de oorlog in Lombardije.
Tijdens de hoge middeleeuwen, onder het bewind van de Salische dynastie en later onder de Duitse Orde trokken veel mensen uit deze streek naar het oosten, de rivier de Saale over, het gebied van de Slavische Sorben. Zo werd dit gebied gegermaniseerd. In het Ertsgebergte was zilvererts gevonden en nieuwkomers in het Markgraafschap Meißen kregen als burger vrijheidsrechten aangeboden. Dat veroorzaakte een grote toestroom van mensen uit de wijde Thuringse omgeving. De heersers van Meißen verkregen in 1423 heerschappij over het hertogdom Saksen en gebruikten uiteindelijk de naam Saksen voor hun gehele koninkrijk. Tot op heden heeft dit Slavische en Thuringse gebied in het oosten van Duitsland de naam Saksen, hetgeen soms voor verwarring zorgt over het oorspronkelijke leefgebied van de Saksen.

### Nederland
In Nederland bewoonden de Saksen het gebied ten zuiden van de Friezen en ten noorden van de Franken. In het westen reikte hun leefgebied ongeveer tot het Gooi en in het zuiden tot de Rijn. Hier worden nog steeds Nedersaksische dialecten gesproken, die weer afstammen van het Oudsaksisch. Het gebied kwam echter al vroeg onder Frankische heerschappij. Na de overheersing door Karel de Grote vormde dit het kerngebied van het Aartsbisdom van Utrecht.

### Italië en de Provence
In 569 vergezelde een deel van de Saksen de Longobarden, onder leiding van Alboin, richting Italië en vestigden zich daar. In 572 gingen zij op rooftocht door het zuidwesten van Gallië, ongeveer tot aan Stablo, nu Estoublon. Omdat de Saksen zeer verdeeld ten strijde trokken, werden zij met gemak verslagen door de Gallisch-Frankische generaal Eunius Mummolus.
Toen de Saksen zich hergroepeerden, werd er een vredesverdrag gesloten, waarin de Italiaanse Saksen toestemming kregen om zich samen met hun families te vestigen in Austrasië. In 573 vertrokken deze Saksen vanuit Italië, verdeeld over twee groepen. De ene groep verplaatste zich via Nice, terwijl de andere de weg langs Embrun nam. Zij verenigden zich weer bij Avignon, waar ze vervolgens het gebied plunderden. Hierom werden de Saksen gestopt door Mummolus. Voordat zij de Rhône over konden steken, naar Austrasië, werden zij gedwongen om een compensatie te betalen voor wat zij hadden geplunderd.

### Gallië
In het jaar 463 veroverde een Saksische koning genaamd Adovacrius de stad Angers, waarna hij gelijk weer werd verdreven door Childerik I en zijn Salische Franken, bondgenoten van het Romeinse Rijk. Het is mogelijk dat de Angelsaksische verovering van Groot-Brittannië is begonnen naar aanleiding van de Frankische expansie langs de kust van het Europese vasteland. In dit gebied leefden al langer Saksen, waarvoor niet alleen in documenten, maar ook in de archeologie en toponymie van het gebied bewijs is te vinden.
De Notitia dignitatum verteld over een stad genaamd Grannona waar Saksische laeti waren gevestigd. Het is niet zeker waar Grannona precies lag en er zijn verschillende opties mogelijk, zoals Granville in Normandië of Graignes. Een aantal historici heeft gesuggereerd dat hetzelfde element gran- in Grannona kan worden herkend in Guernsey. Deze locatie bevindt zich dichter bij Bayeux, waar volgens Gregorius van Tours in 579 een groep van Saksen werd verslagen door Waroch II, een Bretonse krijgsheer. We weten dat er in Bayeux een Saksische eenheid van laeti was gestationeerd, de Saxones Baiocassenses Deze werd in de 5e eeuw door Clovis I onderworpen. De Saksen van Bayeux vormden een volledig leger en werden vaak opgeroepen om aan de zijde van lokale dienstplichtigen te vechten in Merovingische oorlogscampagnes. Hoewel ze in 579 waren verslagen door de Bretons van Waroch II, werden ze in 589 door Fredegonde opgedragen om hun haar volgens de Bretonse traditie te dragen en samen met hen ten strijde te trekken tegen Gontram, koning van Bourgondië. Vanaf 626 werden de Saksen van Bayeux door Dagobert I ingezet tegen de Basken en werd zelfs een van hen, genaamd Aeghyna, uitgeroepen tot hertog van Vasconië.
In 843 en 846 wordt in andere officiële documenten gesproken over een pagus genaamd Otlinga Saxonia nabij de Bessin, het is alleen niet duidelijk wat er met Otlinga bedoeld wordt. Er worden verschillende plaatsnamen herkend in de Bessin regio die als typisch Saksisch gekenmerkt kunnen worden. Een voorbeeld is Cottun (Coltun 1035 - 1037 Cola's town). Dit is de enige plaatsnaam in Normandië die eindigt met -tun' en dit kan misschien vergeleken worden met dorpen in Boulonnais, Noord-Frankrijk, die eindigen op -thun zoals Alincthun, Verlincthun, Pelingthun, etc die wijzen op een Saksische of Anglo-Saksische bewoning.
Als we de concentratie van dorpen met -ham/hem (Angelsaksisch hām > heim, thuis) in het Bessingebied en Boulonnais vergelijken, krijgen we een beter resultaat. In het tegenwoordige Normandië zijn de -ham voorbeelden uit Bessin uniek, dat wil zeggen dat ze daarbuiten niet voorkomen. Er zijn een aantal suggesties gedaan van plaatsnamen buiten de Bessin, maar die geven geen uitsluitsel. Voorbeelden zijn Canehan (Kenehan 1030 - Canaan 1030 - 1035) wat ook afgeleid kan zijn van de Bijbelse naam Canaan en Airan (Heidram, 9de eeuw), kan ook komen van de Germaanse naam Hairammus.
De voorbeelden uit de Bessin geven echter vrij zeker een Saksische herkomst aan, zoals Ouistreham (Oistreham 1086), Étréham (Oesterham 1350 ?), Huppain (*Hubbehain ; Hubba 's "thuis"), Surrain (Surrehain 11th century), etc. Een andere belangrijke indicatie vindt men in Normandische achternamen, zoals de veel voorkomende naam Lecesne met verschillende spelling: Le Cesne, Lesène, Lecène en Cesne. Deze naam komt van het Gallo-Romeinse saxinu, "De Saks" > saisne in Oudfrans. Deze voorbeelden kunnen niet van latere Anglo-Scandinavische oorsprong zijn, aangezien er dan talloze voorbeelden moesten zijn uit de Normandische gebieden (pays de Caux, Basse-Seine, North-Cotentin). Bijkomend is dat de Bessin niet behoorde tot de pagi die te maken kregen met verregaande Anglo-Scandinavische immigratie.
Deze bewijzen worden nog eens ondersteund door een hoeveelheid aan archeologie in de omgeving van Cain en de Bessin (Bénouville, Giverville, Hérouvillette) waar talloze opgravingen zijn gedaan waarbij Angelsaksische sieraden, wapens en versieringen werden gevonden. Al deze objecten werden gevonden in graven uit de 5e, 6e en 7e eeuw.
De oudste en meest opzienbarende Saksische opgraving in Frankrijk is die bij Vron in Picardië. Hier werden een aantal tombes gevonden uit de tijd van het Romeinse Rijk tot aan de 6e eeuw. Aan de hand van zowel grafgiften als menselijke overblijfselen uit de 5e eeuw werd er een groep mensen geïdentificeerd die morfologisch anders was dan de gebruikelijke bewoners van dit gebied vóór de 5e eeuw. Deze groep mensen had een aanzienlijke gelijkenis met Germaanse populaties uit het noorden.
Aan het begin van de 4e eeuw werd 92% van de doden begraven, soms met typisch Germaanse wapens als grafgift. Daarna, in de 5e en de 6e eeuw werden ze bij het begraven naar het oosten toe gerangschikt. In het midden van deze periode is een sterke Angelsaksische invloed op te merken die later verdwijnt.
Al deze bewijzen uit de archeologie, toponymie en geschriften wijzen op dezelfde conclusie: vestiging van Saksische foederati en hun families. Verder antropologisch onderzoek van Joël Blondiaux heeft aangetoond dat deze groep mensen uit Nedersaksen kwam.

### Brittannië

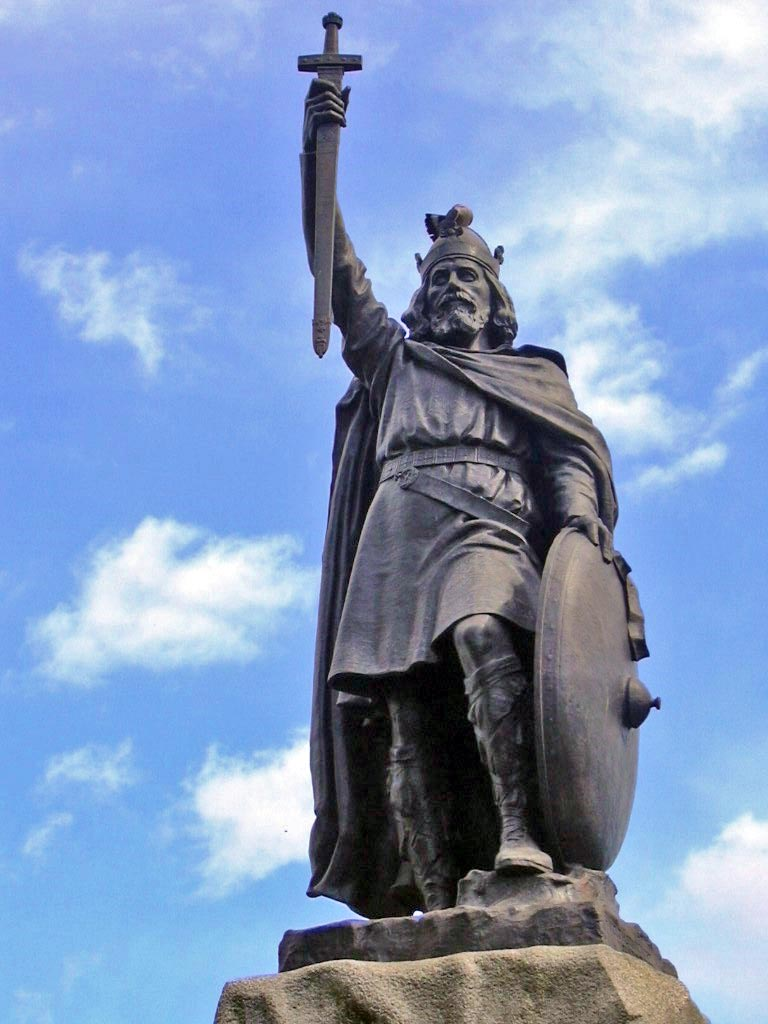
Alfred de Grote

Ongeveer rond dezelfde tijd dat de Romeinse autoriteit in Britannia wegviel, werden de inwoners geconfronteerd met een aanval (of migratiegolf) van Angelen, Saksen, Juten en Friezen die de oversteek maakten vanaf het vasteland van Europa. De Saksen hadden al gedurende een langere periode vóór deze gebeurtenis regelmatig de kusten van Britannia geplunderd, wat aanleiding had gegeven tot het bouwen van een complex van fortificaties genaamd de Litus Saxonicum of Saksische kust. Ook waren er met toestemming van het Romeinse Rijk al veel Saksen en andere groepen mensen gevestigd als boeren op het Britse eiland.
Volgens de overlevering kwamen de Saksen en andere stammen als eerste op het eiland als deel van een overeenkomst om de Britten te beschermen tegen invallen van de Picten, Goidelen en andere stammen. Bronnen als de Historia Britonum en Gildas beschrijven hoe de Britse koning Vortigern twee Germaanse krijgsheren, door de 8e-eeuwse geschiedsschrijver Beda Hengest en Horsa genoemd, toestemming gaf om zich samen met hun volk te vestigen op het Isle of Thanet in ruil voor hun dienst als huurlingen. Volgens Beda wist Hengist uiteindelijk Vortigem te manipuleren om hem meer land te schenken om zijn volk over te laten komen, waardoor de basis werd gelegd voor de Germaanse vestiging in Brittannië.
Historici zijn verdeeld over de manier waarop de Germanen zich in Brittannië vestigden, sommigen suggereren dat het ging om een vredige overname, hoewel er slechts één getuigenis is van een Brit die ongeveer in deze periode in de 5e eeuw leefde. Deze getuigenis vertelt over een vijandige overname van het eiland:

Want het vuur…verspreidde zich van zee tot zee, gevoed door onze vijanden uit het oosten, raasde voort, naburige dorpen en landen vernietigend, tot het de andere kant van het eiland bereikte en zijn felle en vuurrode tong doopte in de westelijke zee. In deze aanval werd iedere zuil met de grond gelijk gemaakt, door de ritmische slag van de stormram, alle landheren vluchtten, samen met hun bisschoppen, priesters en volk, terwijl het zwaard fonkelde, en de vlammen overal om hen heen knetterden. Hoe jammerlijk een gezicht, van straten die bedolven lagen onder de toppen van hoogverheven torens, gevallen naar de grond, stenen van de hoogste muren, heilige altaars en delen van mensenlichamen, bedekt door vertoornde lappen van geklonterd bloed, alsof ze waren samengedrukt door een pers, enkel begraven onder de ruïnes van hun huizen, of verzwolgen in de gulzige magen van wilde beesten en vogels, met eerbied zal over hun gezegende ziel gesproken worden, als er velen van hen in dat ogenblik werden gevonden en gedragen op de vleugels van heilige engelen, naar de hoge hemelen... Sommigen, derhalve, werden meegenomen naar de bergen en vermoord in grote aantallen. Anderen, gedwongen door hongersnood, kwamen en gaven zich over om voor eeuwig als slaven te dienen voor hun vijanden, met de kans om ogenblikkelijk omgebracht te worden, wat zeer zeker de grootste gunst kon zijn die hen werd aangeboden. Nog anderen verdwenen tot voorbij de zeeën met luid gejammer, in plaats van met de stem van berisping. Anderen beschermden hun leven, dat constant in gevaar was, in de bergen, tussen kliffen of in de dichte bossen, en bleven, alhoewel met huiverend hart, in eigen land.

Hierna beschrijft Gildas hoe de Saksen werden afgeslacht in de Slag bij Mons Badonicus, 44 jaar voordat hij zijn getuigenis schrijft, waarna Brittannië weer onder Romano-Britse heerschappij kwam. Hierin spreekt Beda hem tegen. Beda schrijft namelijk dat na de slag bij Mons Badonicus de expedities van zowel de Saksen als de Juten en Angelen voortduurden en dat het complete zuidoosten van Brittannië al snel werd overspoeld door Germaanse stammen, wat de fundering legde voor de stichting van de Angelsaksische koninkrijken.
Er ontstonden vier autonome Saksische koninkrijken:
1. De oostelijke Saksen stichtten het Koninkrijk Essex
2. De westelijke Saksen stichtten het Koninkrijk Wessex
3. De zuidelijke Saksen, onder Aelle, stichtten het Koninkrijk Sussex
4. De middelste Saksen stichtten Middlesex

Onder de heerschappij van Egbert van Wessex tot Alfred de Grote werden de koningen van Wessex verheven tot Bretwalda, verenigden zij het land en vormden zo uiteindelijk het koninkrijk van Engeland onder dreiging van invasies door de Vikingen.

## Cultuur

### Maatschappelijke structuur
Beda, een schrijver uit Northumbria, merkte rond 730 in zijn geschriften op dat "de oude (d.w.z. continentale) Saksen geen koning hebben, maar bestuurd worden door verschillende ealdorman, die in tijden van vrede gelijk zijn in macht, maar in tijden van oorlog middels een loting hun leider kiezen." Het territorium van de Saksen bestond uit ongeveer honderd pagi of gouwen die verdeeld waren over drie provincies: Westfalen, Oostfalen en Engern. Elke gouw had zijn eigen leider, die genoeg militaire macht had om hele dorpen te vernietigen die tegen hem waren.
In het midden van de 9e eeuw werd door Nithard hun sociale structuur beschreven. Hun standenstelsel was strak: het bestond uit drie verschillende standen (slaven uitgezonderd). De Saksische namen voor deze standen waren edhilingui, frilingi, en lazzi. Later zijn de namen gelatiniseerd tot respectievelijk nobiles of nobiliores; ingenui, ingenuiles, liberi; liberti of liti, en serviles
Volgens de zeer vroege overlevering, waarvan aangenomen wordt dat die dicht bij de waarheid ligt, waren de edhilingui afstammelingen van de Saksen die hun stam uit Holstein leidden, en tevens hun volk leidden in de migratie naar Britannia in de 6e eeuw. Zij vormden een elite van veroverende krijgsheren. De frilingi waren de afstammelingen van de volgelingen en hulptroepen van deze krijgsheren. De derde en laagste stand bestond uit de nakomelingen van inwoners van de veroverde gebieden die gedwongen werden een eed van gehoorzaamheid af te leggen.
Hun ongewone maatschappij werd bestuurd aan de hand van de Lex Saxonum. Het was niet toegestaan om buiten de eigen stand te trouwen en er waren weergelden vastgesteld afhankelijk van tot welke stand men behoorde. Zo waren de edhilingui 1440 solidi (zo'n 700 stukken vee) waard. Dit was zes keer zoveel als de frillingi en acht keer zoveel als de lazzi. De kloof tussen adellijk en niet-adellijk was enorm, terwijl het verschil tussen een vrij man en een gebonden arbeider relatief klein was.
Volgens de Vita Lebuini antiqua, een belangrijke bron voor de vroege Saksische geschiedenis, hielden de Saksen jaarlijks een bijeenkomst bij een plaats genaamd Marklo, waarvan de exacte locatie onzeker is. Hier, zoals het in de Vita Lebuini staat, "bevestigden zij hun wetten, deden zij uitspraak over openstaande zaken en besloten zij of ze dat jaar in vrede bleven of oorlog voerden door middel van een gemeenschappelijke raad." Alle standen waren in deze raad vertegenwoordigd door twaalf leden van elke stand per gouw. In 782 schafte Karel de Grote het gouwsysteem af en verving het met een systeem van graafschappen. Karel de Grote stelde een verbod in op de vergaderingen bij Marklo, waarmee hij de frilingi en lazzi uitsloot van politieke macht. Het oude Saksische systeem van Abgabengrundherrschaft, een systeem gebaseerd op reciprociteit en belastingen maakte plaats voor een feodaal systeem gebaseerd op diensten en arbeid, persoonlijke relaties en eden.

### Religie

#### Heidendom
De religieuze praktijk van de Saksen was nauw verbonden met hun politieke systeem. Hun jaarlijkse vergadering begon met het aanroepen van de goden, en de manier waarop hertogen werden aangesteld door middel van loting, wordt ook gezien als een handeling van religieuze betekenis. Een dergelijke loting werd gezien als het uit handen geven van een belangrijke beslissing aan goddelijke voorzienigheid. Er waren ook rituelen en objecten van spirituele waarde, zoals de pilaren die de Saksen Irminsul noemden. Deze bakens werden gezien als een verbindingsstuk tussen het hiernamaals en de materiële wereld. Nabij de vesting van Eresburg (op de Obermarsberg) werd in 772 een van deze pilaren door Karel de Grote met de grond gelijk gemaakt.
Er zijn een aantal overblijfselen van de vroege Saksische religie terug te zien in Groot-Brittannië aan de hand van plaatsnamen en de Germaanse kalender die in deze periode gebruikt werd. De traditionele Germaanse goden, Wodan, Frigg, Týr (Saxnôt bij de Saksen) en Thunor werden aanbeden in Wessex, Sussex en Essex. Alhoewel dit de enige godheden zijn waarvan we zeker weten dat ze hier aanbeden werden, dragen de derde en vierde maand van de Oudengelse kalendar (maart en april) respectievelijk de namen Hrethmonath en Eosturmonath, "maand van Hretha" en "maand van Ostara", waarschijnlijk de namen van twee godinnen die in deze maanden werden aanbeden.
In de maand februari (Solmonath) hadden de Saksen de traditie om koeken te offeren aan hun goden, ook hadden ze in september (Halegmonath; "heilige maand" of "maand van geschenken") een religieus festival dat gewijd was aan de oogst.
De Saksische kalender begon op 25 december en in de maanden december en januari werd een 12 dagen durend festival, het Joelfeest, gevierd. In deze maanden vond ook een Modra niht of "nacht van de moeders" plaats, een religieus evenement waarover zeer weinig bekend is. De twee laagste Saksische klassen bleven nog lang aan hun oorspronkelijke religie vasthouden, zelfs nadat ze door het Frankische rijk gedwongen tot het christendom waren bekeerd. Aangezien deze klassen wrok koesterden jegens de heersende klasse, omdat zij met hulp van de Franken uit hun politieke macht waren gezet, vormden zij nog lang een probleem voor de christelijke heersers. Nog tot ten minste 838, wanneer de Translatio S. Liborii hun koppigheid opmerkt in de vorm van heidense ritus et superstitio (handelingen en bijgelovigheid).
Volgens Tacitus maakten de Germanen geen afbeeldingen van hun goden om in een bepaalde ruimte te vereren, maar wijdden ze plekken in het landschap en in bossen aan hen, omdat de goden zo groots waren. De Saksen hadden een diepgewortelde natuurreligie, die eeuwenlang mondeling was overgeleverd. De religie was ook onlosmakelijk verbonden met de familie, het voorgeslacht of de stam. Gewijde bomen hadden volgens de Saksen een sterkere band met de goden. Er werd bij gewijde bronnen geofferd. Het water werd zwijgend geschept en zou een verjongende werking hebben gehad (iuncprunno). Pas later werden afbeeldingen gemaakt en tempels en andere heiligdommen gebouwd. In 743 werd op de Frankische kerkvergadering een Index van heidense en bijgelovige gebruiken opgesteld. Daaruit blijkt onder meer dat ze huisjes en hutten voor de goden hadden, amuletten droegen, godenbeelden van deeg of vodden maakten, greppels rond het dorp groeven om boze geesten af te weren en voorspelden aan de hand van vogels, paarden, rundermest, niezen, dierenhersenen en vlammen. De goden werden niet als almachtig of volmaakt beschouwd. Het lot (metod in Oudsaksisch, wurd in Oudhoogduits) was machtiger. Daaraan moest iedereen zich onderwerpen en men wilde graag doorgronden wat het lot had bepaald. Waarzeggers en priesters konden dit lot benaderen. De goden werden niet gezien als 'hoeders van de moraal' en 'bestraffers van het kwaad'. Het kwaad was door de goden zelf in de wereld gekomen. De Saksen cremeerden hun doden.

#### Bekering en verzet

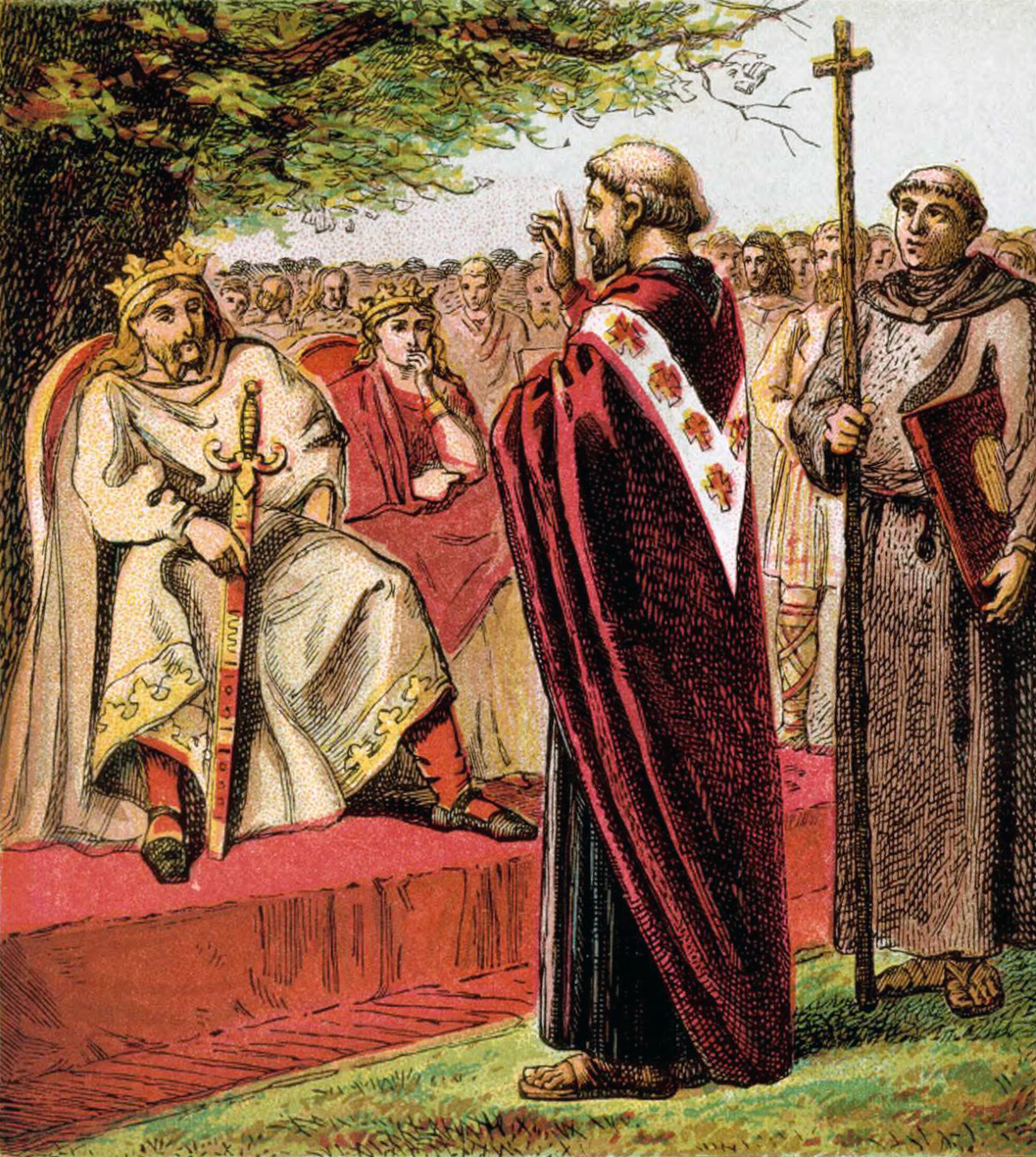
Sint Augustinus van Canterbury spreekt tot de Saksen

De Saksen uit Engeland werden in de loop van de 7e eeuw onder invloed van de Juten tot het christendom bekeerd. In de jaren 630 nam Sint Birinus de taak op zich om de westelijke Saksen van Wessex te bekeren. Hiertoe werd er een bisdom gesticht nabij Dorchester-on-Thames. Met hun bekering tot het christendom en daarmee het bijhouden van geschreven verslagen, treden de westelijke Saksen pas echt uit de duisternis. De zuidelijke Saksen werden voor het eerst intensief geëvangeliseerd onder invloed van de Angelen. Koning Aethelwealh van Sussex werd door Wulfhere, koning van Mercia bekeerd en gaf vervolgens aartsbisschop Wilfrid van York in 681 toestemming om de zuidelijke Saksen te bekeren vanuit een nieuw gesticht bisdom in Selsey. Uit de grote hoeveelheid heidense sites in het gebied van de oostelijke Saksen, is op te maken dat zij meer vasthielden aan hun heidense tradities. Hoewel hun koning Saeberht al vroeg was bekeerd en er een bisdom werd gesticht nabij Londen, werd de eerste bisschop (Mellitus) hiervan, verjaagd door Saeberhts opvolgers. Uiteindelijk werden de oostelijke Saksen in de jaren 650 en 660 bekeerd onder leiding van Cedd.
De continentale Saksen werden voornamelijk door Angelsaksische missionarissen geëvangeliseerd in de loop van de 7e en 8e eeuw. De Saksen hadden verschillende redenen om niet gediend te zijn van de nieuwe godsdienst die aan hen werd verkondigd:
- onoverbrugbaar was de kloof tussen hun eigen natuurreligie, die eeuwenlang mondeling was overgeleverd en de nieuwe godsdienst 'uit een boek'. Hun mythes, tradities, zeden en gebruiken waren op deze manier diepgeworteld.
- de nieuwe religie werd als 'wereldvreemd' ervaren, ontstaan in een totaal andere wereld met een totaal andere cultuur, terwijl de eigen religie verweven was met alle aspecten van het eigen dagelijkse leven.
- de Saksen werden geacht hun hele leven en voorstellingswereld radicaal te veranderen. Alles wat gewijd, heilig en vertrouwd was - heiligdommen, offerplaatsen, bronnen, bomen - was door de nieuwe godsdienst verwoest of verboden.
- de Saksen mochten hun voorouders niet langer bij de graven en grafheuvels vereren. Met het verleden moest totaal gebroken worden. De dierbare doden zou men in het christelijke hiernamaals niet aantreffen.
- grote weerstand werd gewekt door de bekering en doop samen te laten gaan met het betalen van belasting: de invoering van de 'tienden'. Iedereen moest een tiende van zijn bezit en arbeid afdragen aan de kerk en geestelijkheid.
- de christelijke god werd almachtig en volmaakt geacht, terwijl de Saksen hun eigen goden als onvolmaakt en niet almachtig zagen. Alleen het almachtige lot stond boven hen. De Saksen konden de nieuwe religie moeilijk begrijpen. En hoe kon een volmaakte God zijn eigen zoon, die ook god was en ook weer geen god, een 'verachtelijke misdadigersdood' laten sterven? De drie-eenheid met een (heilige) geest was voor de Saksen slechts beangstigend. Hoe kon Petrus zijn heer verraden?
- het christendom was de religie van hun aartsvijand, de Franken, die het Saksenland volledig wilden onderwerpen. Een militaire onderwerping was een vernedering. Het aannemen van de religie van de onderwerper een nog grotere vernedering.
- de verkondiging van de nieuwe leer ging gepaard met bedreigingen van 'hel en verdoemenis'. De Saksische religie werd beledigd, des duivels genoemd, hun goden werden voor demonen uitgemaakt.

Bisschop Switbert ging na 692 naar de Bructeren in een grensgebied met een Frankisch-Saksische bevolking. Na een inval van Saksische strijders uit het noordoosten trok Switbert zich terug op het eiland in de Rijn Switbertwerth. Rond het jaar 695 werden twee Angelsaksische missionarissen door Saksische dorpelingen omgebracht. Het waren de broers Ewald: Witte en Zwarte Ewald, over wie in de Batavia Sacra (1715) van Hugo Heussen wordt geschreven, in navolging van de Kerkgeschiedenis van het Engelse Volk (731) van Beda de Eerbiedwaardige. Witte Ewald kwam om door het zwaard en Zwarte Ewald werd door het volk doodgemarteld, hun lijken in de Rijn geworpen. Het Saksische stamhoofd was echter woedend, liet de moordenaars ombrengen en het dorp in brand steken. In de jaren die volgden bleken de dorpelingen en boeren ook de grootste tegenstanders van kerstening, terwijl missionarissen vaak juist steun kregen van de edhilingui en andere adel.

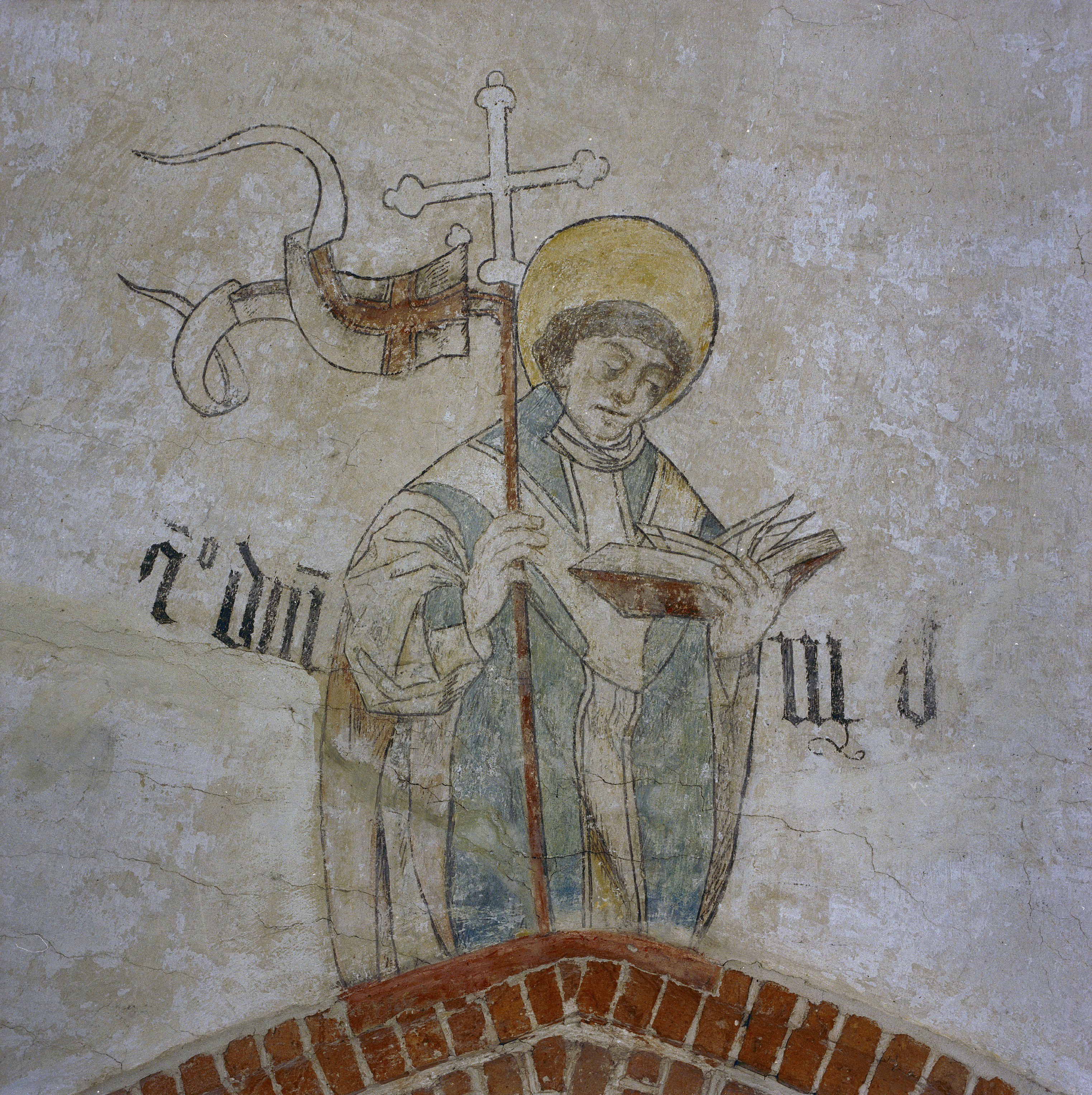
Prediking door Lebuïnus (Lebuïnuskerk in Deventer)

Lebuïnus, een Engelsman die in tussen 745 en 770 predikte tegen de Saksen uit voornamelijk het oosten van Nederland, wist veel vrienden te maken onder de adellijke klassen. Zij wisten hem uiteindelijk zelfs te redden uit de handen van een boze menigte bij de jaarlijkse bijeenkomst in Marklo. De auteur van de Vita antiqua (ca. 850), een heiligenleven over Lebuïnus, meldt dat diens bekeringsexpeditie een fiasco was. Tot twee keer toe werd de kerk die hij bij Daventre stichtte platgebrand. De missionaris Liudger kon pas de kerk voor de tweede maal herbouwen na Karels eerste inval in Saksenland.
De Saksenoorlogen vanaf 772 onder Karel de Grote hadden als hoofddoel de bekering en inlijving van de Saksen bij het Frankische keizerrijk. Hoewel de hoogste kaste al snel was bekeerd, zorgden de met geweld afgedwongen bekering van de lagere kasten ervoor dat zij zeer vijandig tegenover hun overheersers kwamen te staan. De manier waarop Karel de Grote de Saksen tot het katholieke geloof bracht, werd gekwalificeerd als 'doop of dood' en 'prediking met ijzeren tong, met het zwaard'. De methoden die gehanteerd werden waren volgens sommige tijdgenoten niet passend, zoals uit het volgende blijkt. Dit is een stuk uit een brief van Alcuinus van York, een hogere rooms-katholieke ambtenaar en adviseur van Karel de Grote, aan zijn vriend Meginfrid uit 796.

Als de lichte juk en zoete last van Christus aan de meest koppigen der Saksen gepredikt zou worden, met evenveel toewijding als toen het betalen van giften werd gevorderd, of zoals de manier waarop voor de meest triviale fouten denkbaar de wet werd geforceerd, misschien zouden ze dan zich niet tegen hun christelijke geloftes verzetten.

Drie andere citaten uit Alcuinus' brieven:

Geloof is, zoals de heilige apostel zegt, een vrijwillige aangelegenheid, het is geen kwestie van dwang.

Tot geloof kan de mens wel worden opgevoed, maar niet gedwongen.

Een volwassen mens moet zelf de vraag beantwoorden wat hij gelooft en wat hij wil.

Naar verluidt behandelde Lodewijk de Vrome de Saksen meer zoals Alcuinus dat had gewild had en zij waren dan ook trouwe onderdanen.
De laagste klassen boden nog in het jaar 840 weerstand tegen hun Frankische overheersers, toen de Stellinga in opstand kwamen tegen hun Saksische leiders, die geallieerd waren aan Lotharius I. Nadat deze opstand was bedwongen, liet Lodewijk de Duitser in 851 relikwieën uit Rome naar het hertogdom Saksen brengen om zo mensen meer toe te wijden aan de Rooms-Katholieke Kerk. De anonieme dichter Poeto Saxo legde in zijn werk Annales de gestis Caroli Magni imperatoris veel nadruk op de verovering van Saksen en loofde de Frankische keizer als de brenger van christelijke bevrijding en vergeleek hem zelfs met de Romeinse keizers.

#### Christendom in het Oudsaksisch
In de 9e eeuw werd de Saksische adel een fervent aanhanger van het kloosterwezen, dat een christelijk bolwerk tegen de Slavische religie in het oosten en het Noordse heidendom in het noorden vormde. Er zijn veel christelijke geschriften in het Oudsaksisch geschreven. De belangrijkste waren het resultaat van een intensieve literaire productie en brede invloed van de Saksische kloosters van plekken als Fulda, Corvey en Verden en theologische controverse tussen de Augustiniaan Godschalk en Hrabanus Maurus een aanhanger van het semipelagianisme.
Al vroeg begonnen Karel de Grote en Lodewijk de Vrome deze in streektaal geschreven werken te steunen om de Saksen op een effectievere manier te bekeren. In de 9e eeuw gaf Lodewijk de opdracht om twee werken uit te brengen om het volk beter te onderwijzen over de Bijbelse verhalen. Dit waren de Heliand, een episch vers over het leven van Christus in een Germaanse setting en Genesis, een hervertelling van het eerste boek van de Bijbel. Op bijeenkomsten bij Tours en Mainz werd besloten dat er voortaan in het Oudsaksisch gepredikt zou worden om de laagste klassen van de maatschappij aan te spreken. De vroegste tekst in het Oudsaksisch is een gelofte uit de late 8e of vroege 9e eeuw.
Alemannen · Ambivarieten · Ambronen · Ampsivaren · Angelen · Angrivariërs · Asdingen · Baemi · Bajuwaren · Bastarnen · Bataven · Bourgondiërs · Bructeren · Cananefaten · Chamaven · Chasuarii · Chatten · Chattuarii · Chauken · Cherusken · Cimbren · Cugerni · Dulgubnii · Fosi · Franken · Frisii · Gepiden · Goten · Harii · Helisiërs · Hermunduren · Herulen · Juten · Lakringen · Lemoviërs · Longobarden · Lugiërs · Manimiërs · Marcomannen · Marobudui · Marsi · Mattiakken · Naharvalen · Nemeten · Nerviërs · Ostrogoten · Quaden · Rugiërs · Saksen · Semnonen · Silingen · Sitones · Skiren · Sueben · Sugambren · Suiones · Tencteren · Teutonen · Toxandriërs · Triboken · Tubanten · Tudri · Tungri · Ubiërs · Usipeten · Vandalen · Vangionen · Visigoten · Volcae · Warnen
Germani cisrhenani:
Caerosi · Condrusi · Eburonen · Paemani · Segni
Stamverenigingen:
Herminones · Ingvaeones · Istvaeones